# Polyura satyrina
Polyura satyrina är en fjärilsart som beskrevs av Charles Oberthür 1891. Polyura satyrina ingår i släktet Polyura och familjen praktfjärilar. Inga underarter finns listade i Catalogue of Life.